# Haltepunkt Wildpark

Der Haltepunkt Wildpark ist ein ehemaliger Haltepunkt beim Streckenkilometer 11,1 der Bahnstrecke Stuttgart–Horb im Stadtgebiet von Stuttgart. Eröffnet wurde er 1896, das heißt 17 Jahre nach Eröffnung der Strecke. Ursprünglich handelte es sich nur um eine Blockstelle, die später zwei Außenbahnsteige erhielt. Am 28. Mai 1961 wurde der Haltepunkt schließlich aufgelassen.

## Lage
Die Station liegt auf einer Höhe von 395 Metern über Normalnull in unbebautem Waldgebiet, oberhalb der Heslacher Wasserfälle, unmittelbar neben dem Rudolf-Sophien-Stift und etwa einen Kilometer vom Ortsrand von Stuttgart-Heslach entfernt. Das Heslacher Ortszentrum befindet sich zwei Kilometer östlich und liegt etwa einhundert Höhenmeter tiefer. Die nächste Station in Richtung Stuttgart Hauptbahnhof war der Haltepunkt Stuttgart-Heslach in 1,7 Kilometern Entfernung. Der Haltepunkt Wildpark diente der Naherholung und wurde vorwiegend für sonntägliche Ausflüge zum Bärenschlössle, zu den Parkseen, zu den Heslacher Wasserfällen, zum Schloss Solitude und zum namensgebenden Rot- und Schwarzwildpark genutzt.

## Heutiger Zustand
Das ehemalige Stationsgebäude auf der Seite des Bahnsteigs Richtung Stuttgart ist weitgehend im Zustand der 1960er Jahre erhalten geblieben, darunter auch die Außenwände und Türen des Warteraumes sowie des Dienstraums. Ferner existieren in beiden Fahrtrichtungen noch die abgesperrten und zugewachsenen Zugangstreppen, die zusammen mit dem Viadukt über die Leonberger Straße, der ehemaligen Bundesstraße 14, eine bauliche Einheit bilden.

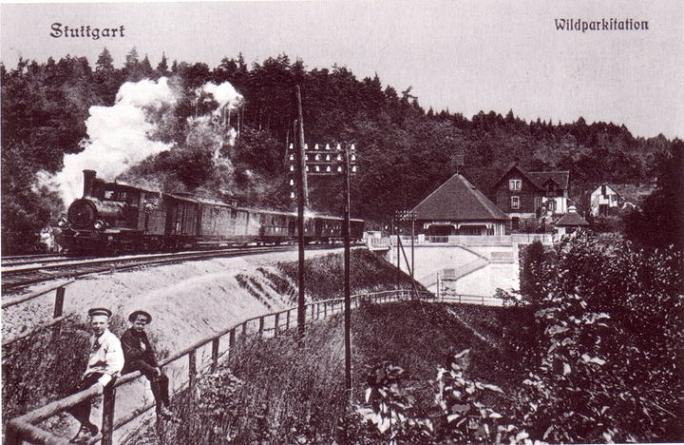
Die „Wildparkstation“ um 1900
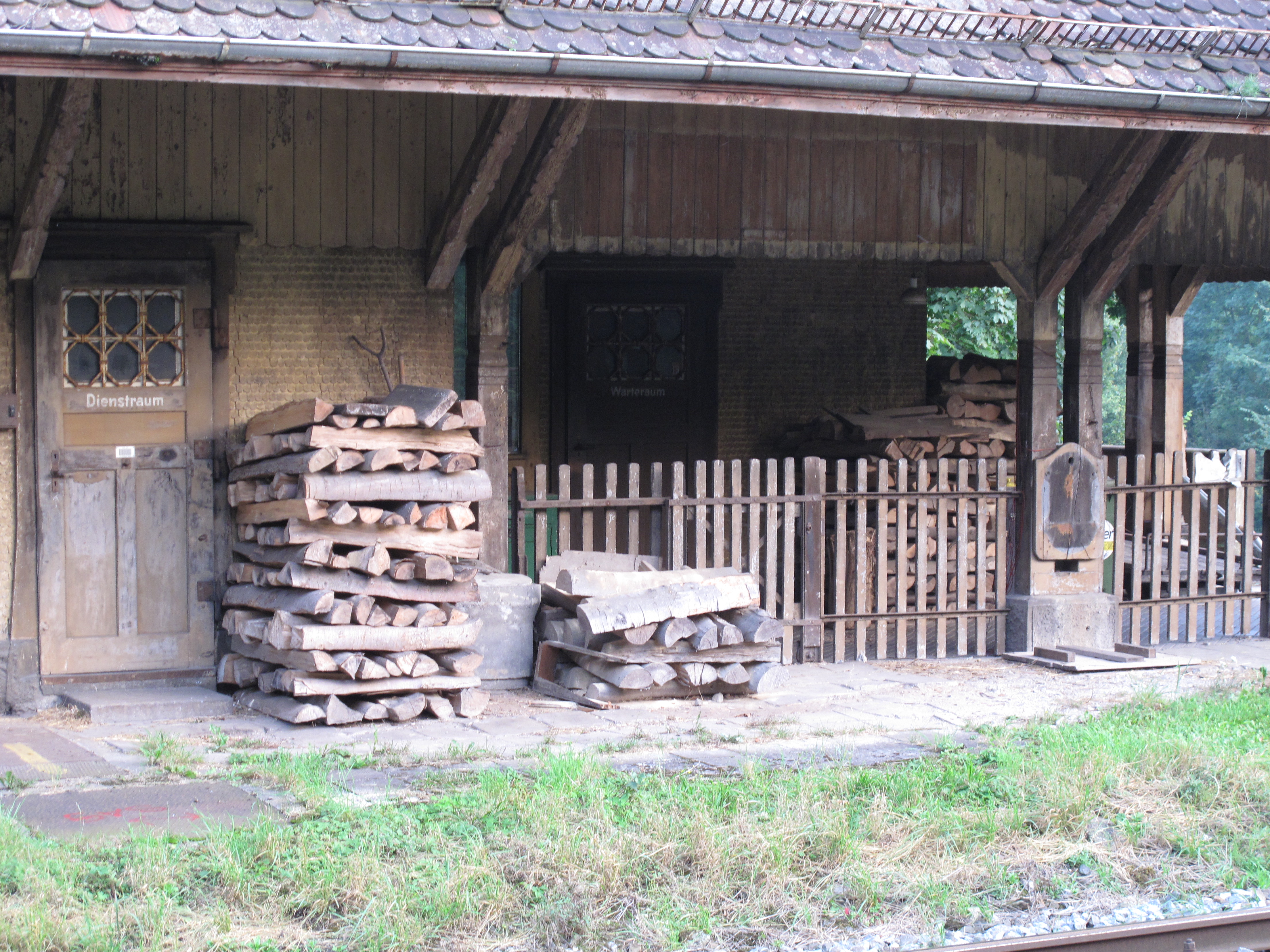
Der Warteraum und der Dienstraum (2009)
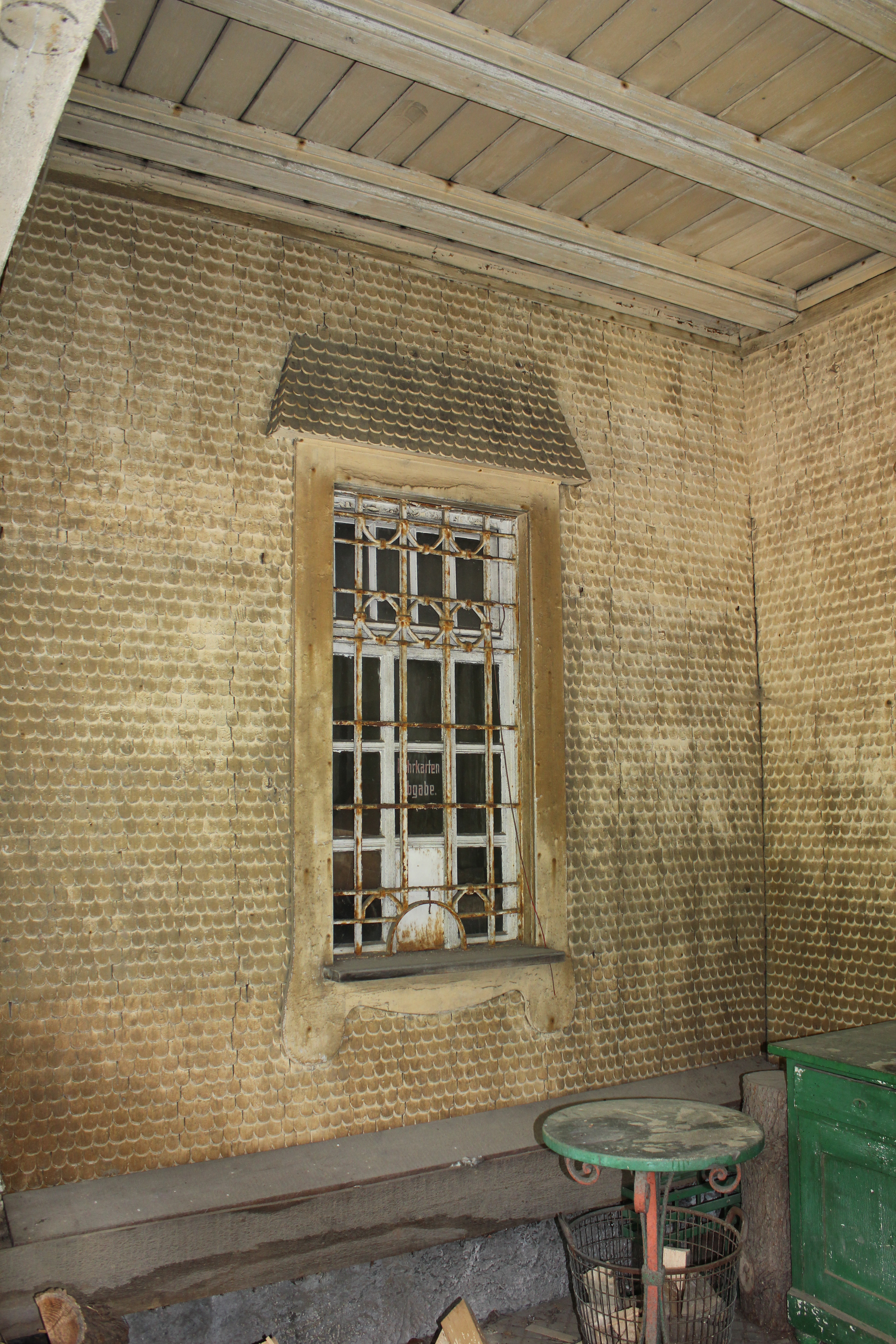
Fahrkartenschalter 50 Jahre nach Auflassung (28. Mai 2011)
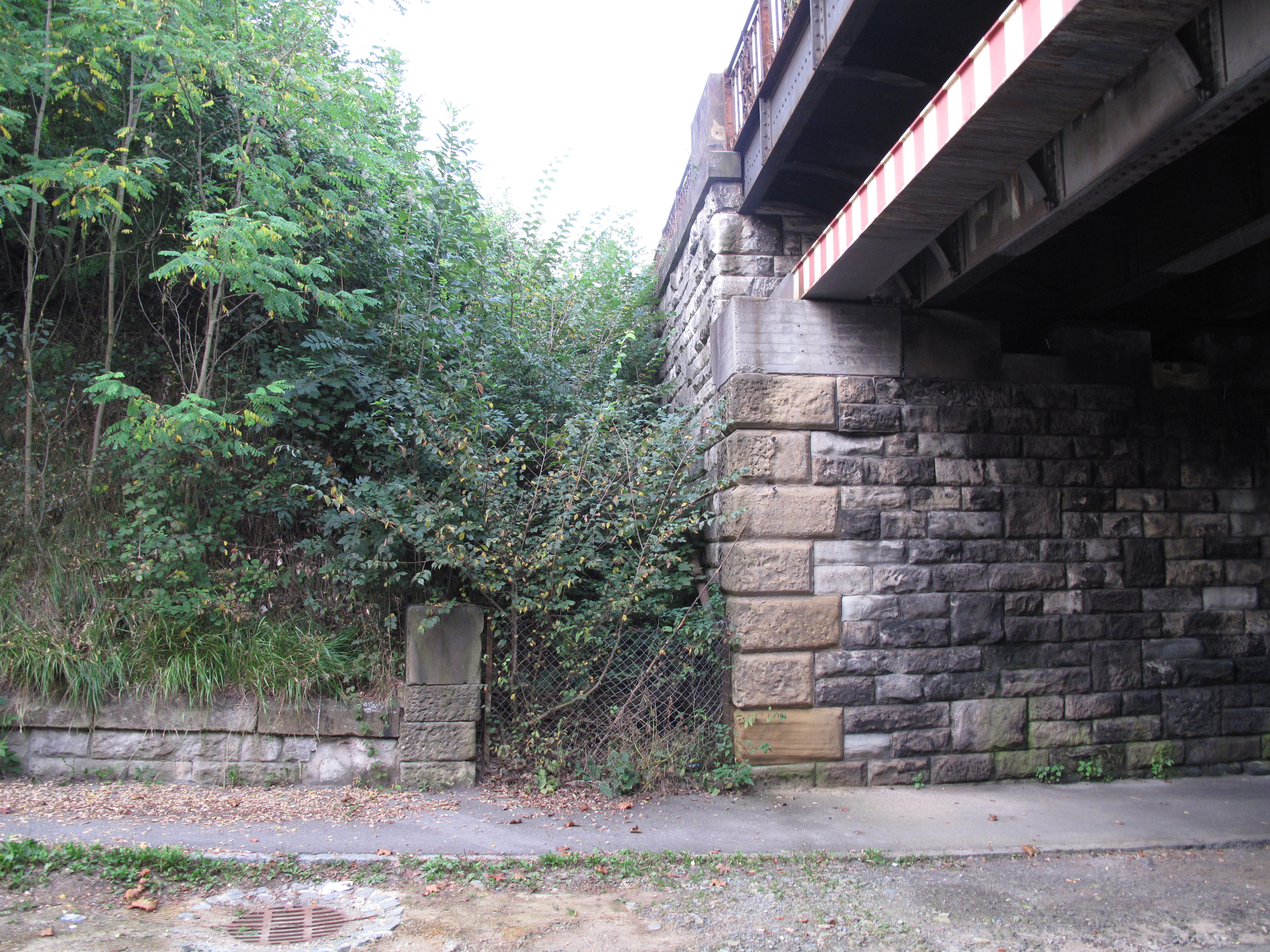
Bahnsteigzugang Richtung Böblingen (2009)
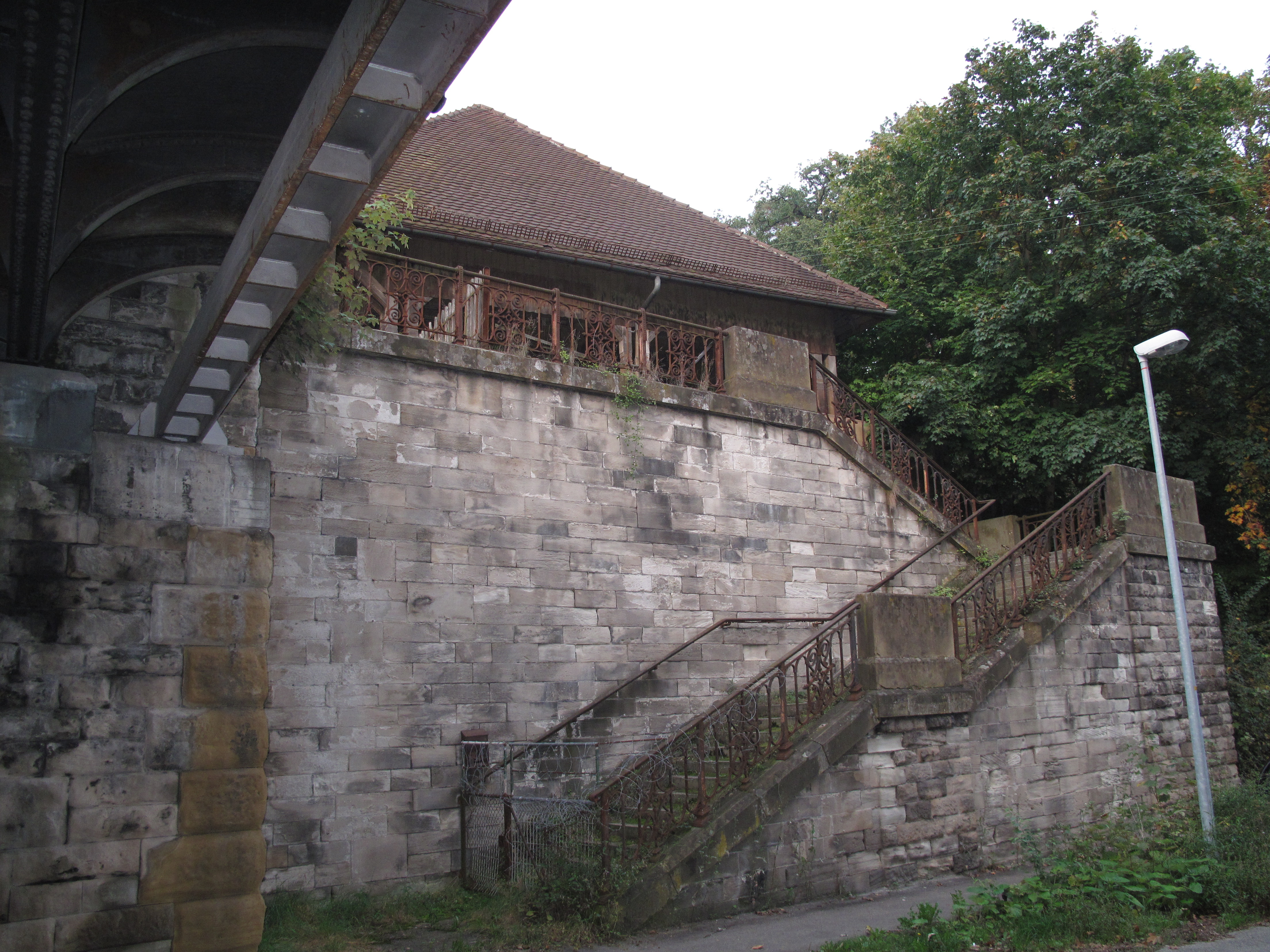
Bahnsteigzugang Richtung Stuttgart (2009)
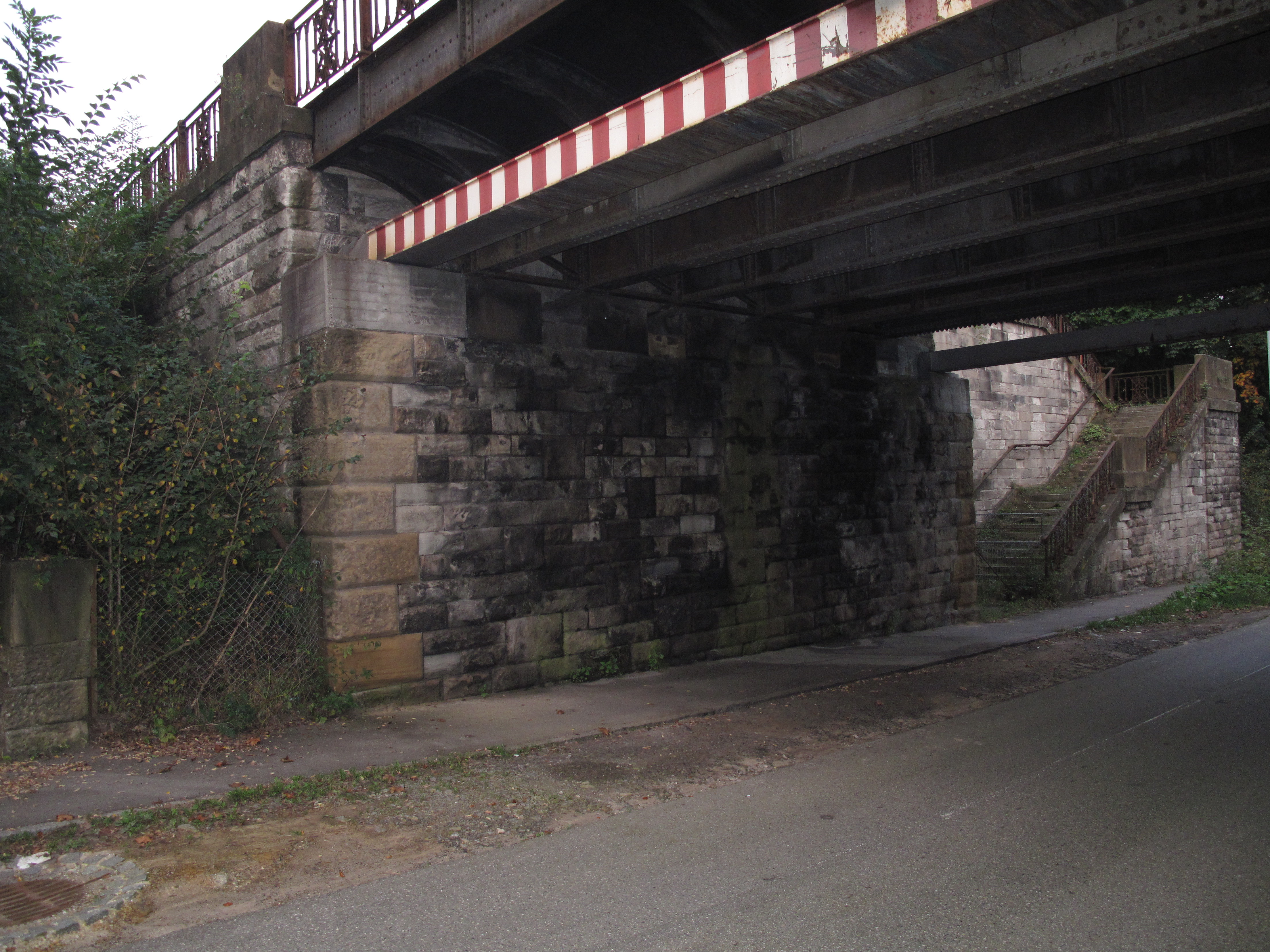
Der Viadukt über die Leonberger Straße mit weiß-rot beklebtem Rammträger (2009). Letzterer stammt aus der Zeit, als das Viadukt mehrfach durch LKWs auf der B 14 beschädigt wurde.

## Sonstiges
Im Zweiten Weltkrieg versteckte der Stationsvorstand Sebastian Imhof zeitweilig den Publizisten und Schriftsteller Josef Eberle und seine jüdische Frau Else Eberle geb. Lemberger auf dem Speicher des Stationsgebäudes.